# Doris kerguelenensis
Doris kerguelenensis is een slakkensoort uit de familie van de Dorididae. De wetenschappelijke naam van de soort werd voor het eerst geldig gepubliceerd in 1884 door Bergh.